# Calau-de-faces-castanhas
Calau-de-faces-castanhas (Nome científico: Bycanistes cylindricus) é uma espécie de ave da família Bucerotidae.
Pode ser encontrada nos seguintes países: Costa do Marfim, Gana, Guiné, Libéria, Serra Leoa e Togo.
Os seus habitats naturais são: florestas subtropicais ou tropicais húmidas de baixa altitude, plantações e florestas secundárias altamente degradadas.
Está ameaçada por perda de habitat.